# Seiki Nose
Seiki Nose –en japonés, 野瀬 清喜– (Agano, 10 de agosto de 1952) es un deportista japonés que compitió en judo.
Participó en los Juegos Olímpicos de Los Ángeles 1984, obteniendo una medalla de bronce en la categoría de –86 kg. Ganó dos medallas en el Campeonato Mundial de Judo en los años 1981 y 1983, y una medalla en el Campeonato Asiático de Judo de 1984.

## Palmarés internacional
| Juegos Olímpicos    | Juegos Olímpicos             | Juegos Olímpicos  | Juegos Olímpicos |
| Año                 | Lugar                        | Medalla           | Categoría        |
| ------------------- | ---------------------------- | ----------------- | ---------------- |
| 1984                | Los Ángeles (Estados Unidos) | Medalla de bronce | –86 kg           |
| Campeonato Mundial  |                              |                   |                  |
| Año                 | Lugar                        | Medalla           | Categoría        |
| 1981                | Maastricht (Países Bajos)    | Medalla de plata  | –86 kg           |
| 1983                | Moscú ( URSS)                | Medalla de bronce | –86 kg           |
| Campeonato Asiático |                              |                   |                  |
| Año                 | Lugar                        | Medalla           | Categoría        |
| 1984                | Kuwait (Kuwait)              | Medalla de oro    | –86 kg           |